# Lądowisko Szpital Południowy – SOR
Lądowisko Szpital Południowy – SOR – lądowisko śmigłowcowe przyszpitalne w Warszawie, w dzielnicy Ursynów, położone na dachu Warszawskiego Szpitala Południowego, znajdującego się przy skrzyżowaniu ulic rtm. Witolda Pileckiego i Indiry Gandhi.
W 2022 roku lądowisko zostało wpisane do ewidencji lądowisk Urzędu Lotnictwa Cywilnego pod numerem 472. Jego zarządcą jest Szpital Solec Sp. z o.o.
Powierzchnia lądowiska, zlokalizowanego na platformie na budynku A szpitala, wynosi ok. 325 m². Jest przystosowane do przyjmowania helikopterów o każdych rozmiarach i masie startowej. Jego budowę zakończono, wraz z całym obiektem służby zdrowia, w 2021 roku.